# オニハタ
オニハタ (Centrogenys vaigiensis) はスズキ目に属する魚類の一種。オニハタ属・オニハタ科は単型。体色は薄茶から灰色で、最大25 cm。フサカサゴ科魚類に擬態している。インド太平洋に分布する。

## 形態
最大で25cmになるが、通常は9.3cm程度である。鰓蓋には2本の棘があり、下側の棘が大きい。側線鱗数は36-44。
背鰭は13-14棘条、9-11分岐軟条。臀鰭の基底は短く、3棘5軟条で第2棘条が最も長い。胸鰭は12-14鰭条、腹鰭は1棘3軟条。腹鰭の内側の軟条からは、体と繋がる膜が伸びる。
体色は薄茶から灰色で、斑点が散らばる。鰭もほぼ同じ色だが、少し薄くて半透明である。腹面は背面より色が薄い。小魚や甲殻類を食べる。

### 擬態
当初はフサカサゴ属 Scorpaena として記載されたことからも窺えるように、フサカサゴ科魚類に擬態している。フサカサゴ科魚類は毒を持つため、これはベイツ型擬態の一例といえる。

## 分布
汽水域から海域に生息する底生魚である。インド太平洋のニコバル諸島からニューギニア、南はオーストラリア北部、北は琉球諸島まで分布する。海藻に覆われた岩場に生息し、沿岸の浅い海域を好む 。

## 人との関連
商業漁業の対象とはならないが、アクアリウムで飼育されることがある。